# Medal „Za przekształcenie Nieczarnoziemów RFSRR”
Medal „Za przekształcenie Nieczarnoziemów RFSRR” (ros. Медаль "За преобразование Нечерноземья РСФСР") – radziecki medal cywilny.
Medal został ustanowiony dekretem Rady Najwyższej ZSRR z 30 września 1977 roku dla nagrodzenia osób zasłużonych w  przekształcaniu i wykorzystaniu terenów nie pokrytych czarnoziemami na terenie RFSRR, statut odznaczenia został częściowo zmieniony dekretem z dnia 18 lipca 1980 roku.

## Zasady nadawania
Zgodnie z dekretem z dnia 30 września 1977 roku uprawnionymi do otrzymania medalu byli:
- pracownicy, rolnicy oraz pracownicy nauki, którzy realizowali długofalowe plany zagospodarowywania i przekształcania w tereny rolnicze niewykorzystywanych obszarów nie pokrytych czarnoziemami na terenie Rosyjskiej Federacyjnej Socjalistycznej Republiki Radzieckiej

Warunkiem otrzymania medalu był co najmniej 3 letni okres pracy w kołchozach, sowchozach, instytutach i przedsiębiorstwach zajmujących się zagospodarowywaniem tych ziem.
Łącznie nadano ok. 25 tys. medali.

## Opis odznaki
Odznakę stanowi okrągły krążek wykonany z tombaku o średnicy 32 mm.
Na awersie znajduje się ciągnik rolniczy z pługiem, z boku widoczne zabudowania gospodarstwa hodowlanego, w tle widoczny jest las oraz zachodzące słońce. W dolnej części wzdłuż obwodu napis ЗА ПРЕОБРАЗОВАНИЕ НЕЧЕРНОЗЕМЬЯ РСФСР (pol. „Za przekształcanie nieczarnoziemów RFSRR”), a z lewej strony kłos pszenicy.
Na rewersie sierp i młot z trzema kłosami pszenicy, powyżej pięcioramienna gwiazda od której odchodzą promienie.
Medal zawieszony był na pięciokątnej blaszce obciągniętej wstążką koloru jasnozielonego o szer. 24 mm, w środku niebieski pas o szer. 6 mm, na krawędzi paski koloru żółtego o szer. 2 mm.